# 浜松南病院
浜松南病院（はままつみなみびょういん）は静岡県浜松市中央区にある医療法人社団綾和会が運営する病院。

## 沿革
- 2000年代中盤：建替工事完了

## 診療科目
この節の出典
- 内科
- 消化器内科
- 外科
- 整形外科
- 泌尿器科
- 呼吸器内科
- 肛門外科

- 脳神経内科
- リウマチ科
- リハビリテーション科
- 皮膚科
- 循環器内科
- 糖尿病・内分泌内科

## 医療機関の指定・認定
下表の出典
| 保険医療機関 | 結核指定医療機関                                         |
| 高齢者の医療の確保に関する法律第7条第1項に規定する医療保険各法及び同法に基づく療養等の給付の対象とならない医療並びに公費負担医療を行わない医療機関 | 原子爆弾被爆者一般疾病医療取扱医療機関                   |
| 労災保険指定医療機関 | 特定疾患治療研究事業委託医療機関                         |
| 生活保護法指定医療機関 | 難病の患者に対する医療等に関する法律に基づく指定医療機関 |

救急告示病院

## 交通
- JR東海道新幹線・東海道本線「浜松駅」より、[4]遠鉄バス「中田島砂丘行き」に乗車（所要時間：約15分）、「浜松南病院」停留所下車正面。